# 홈스테이
홈스테이(homestay), 또는 가정 체험, 가정집묵기는 외국의 유학생이 그 나라의 일반 가정에서 체류하며 그 나라의 언어와 문화를 배우는 것을 말한다. 더 구체적으로 말해, 방문자가 해당 지역에 사는 가족으로부터 방을 빌려서 언어 능력을 높이고 지역 생활 양식을 더 효율적으로 배우도록 하는 프로그램이다. 쉽게 말하면 다른 나라에서 연수온 학생을 집을 빌려주어 머물게 하는 것이다.
홈스테이는 방문자가 여행하는 지역(호스트)의 현지인과 거주지를 공유하는 환대 및 숙박 형태이다. 숙박 기간은 1박에서 1년 이상까지 다양하며 무료(선물 경제), 금전적 보상, 동시에 또는 다른 시간에 게스트의 숙소에 숙박하는 대가로, 또는 호스트의 재산에 대한 가사나 작업에 대한 대가로(물물교환 경제) 제공될 수 있다. 홈스테이는 협력적 소비와 공유경제의 대표적인 예이다. 홈스테이는 여행자가 사용한다. 해외에서 공부하거나 교환학생 프로그램에 참여하는 학생, 보육 지원과 가벼운 가사 업무를 제공하는 오페어 등이 있다. 특정 소셜 네트워킹 서비스, 온라인 마켓플레이스 또는 교육 기관을 통해 준비될 수 있다.

## 장단점
홈스테이는 다른 지역의 일상 생활에 대한 노출, 지역 문화와 전통을 경험할 수 있는 기회, 문화 외교, 우정, 문화 간 역량 및 외국어 연습 기회, 현지 조언 및 다른 숙박 유형에 비해 낮은 탄소 발자국과 같은 여러 가지 이점을 제공한다. 그러나 통금 시간, 시설 사용 및 작업 요구 사항과 같은 규칙 및 제한 사항이 있을 수 있으며 다른 유형의 숙박 시설과 동일한 수준의 편안함, 편의 시설 및 개인 정보 보호가 제공되지 않을 수 있다.

## 같이 보기
- 배낭여행